# Żabieniec (powiat aleksandrowski)
Żabieniec (do 2008 Stary Żabieniec) – wieś w Polsce położona w województwie kujawsko-pomorskim, w powiecie aleksandrowskim, w gminie Bądkowo.

## Podział administracyjny
Za II RP miejscowość była siedzibą gminy Bądkowo. W latach 1975–1998 miejscowość położona była w województwie włocławskim.

## Poprzednia nazwa
Do roku 2007 oficjalnie nosiła nazwę Stary Żabieniec.